# Volker Zimmer
Volker Zimmer (* 31. Mai 1949 in Gießen) ist ein deutscher Offizier zuletzt im Rang eines Generalmajors und seit Dezember 2012 im Ruhestand. In seiner letzten Verwendung war er  Kommandeur der 4. Luftwaffendivision.

## Militärische Laufbahn
Nach seinem Eintritt in die Bundeswehr 1968 durchlief Zimmer bis 1972 die Ausbildung zum Strahlflugzeugführer an der Sheppard sowie Luke Air Force Base. Daraufhin wurde er bis 1976 als Einsatzflugzeugführer auf der Lockheed F-104G „Starfighter“ im Jagdgeschwader 71 in Wittmund eingesetzt. Nach der Umschulung auf die F-4F Phantom in Kalifornien kehrte er als Einsatzoffizier im Stab Fliegende Gruppe nach Wittmund zurück.
Zimmer nahm von 1980 bis 1982 am 25. Generalstabslehrgang der Luftwaffe an der Führungsakademie der Bundeswehr in Hamburg teil. Daraufhin folgten Stationen als Staffelkapitän beim Jagdgeschwader 74 in Neuburg an der Donau, Stabsoffizier im Headquarters 2. ATAF in Rheindahlen sowie Stabsoffizier im Headquarters UKAIR in High Wycombe, Vereinigtes Königreich. Von 1990 bis 1992 war Zimmer Kommandeur der Fliegenden Gruppe im Jagdgeschwader 72 und arbeitete danach bis 1993 als Referent für operationelle Grundsatzangelegenheiten im Führungsstab der Luftwaffe im Bundesministerium der Verteidigung in Bonn.
Von 1993 bis 1997 wurde Zimmer als Luftwaffenattaché in der Deutschen Botschaft in London eingesetzt. 1997 kehrte Zimmer abermals ins Bundesministerium der Verteidigung zurück, wo er zunächst fünf Jahre lang im Planungsstab als Arbeitsbereichsleiter für den Bereich Internationale Lage, Krisen und Konflikte sowie Vereinte Nationen und später zwei Jahre als Referatsleiter für Stationierung und Organisation der Luftwaffe im Führungsstab der Luftwaffe arbeitete.
Zimmer übernahm 2004 das Kommando über das Bundeswehrkommando USA und Kanada in Reston (Virginia). 2007 kehrte er als Stellvertretender Amtschef Luftwaffenamt und Leiter Abteilungen mit Fachaufgaben sowie Standortältester Köln erneut nach Deutschland zurück. Von 2009 bis zu seiner Versetzung in den Ruhestand im Dezember 2012 war Zimmer Kommandeur der 4. Luftwaffendivision.

## Privates
Zimmer ist verheiratet und hat zwei Kinder.